# フォスターシティ
フォスターシティ（英語: City of Foster City）は、アメリカ合衆国カリフォルニア州のサンマテオ郡にある都市。サンフランシスコ湾に面した計画都市である。T・ジャック・フォスターによって計画・建設されたのが市名の由来である。人口は3万3805人（2020年）。

## 概要

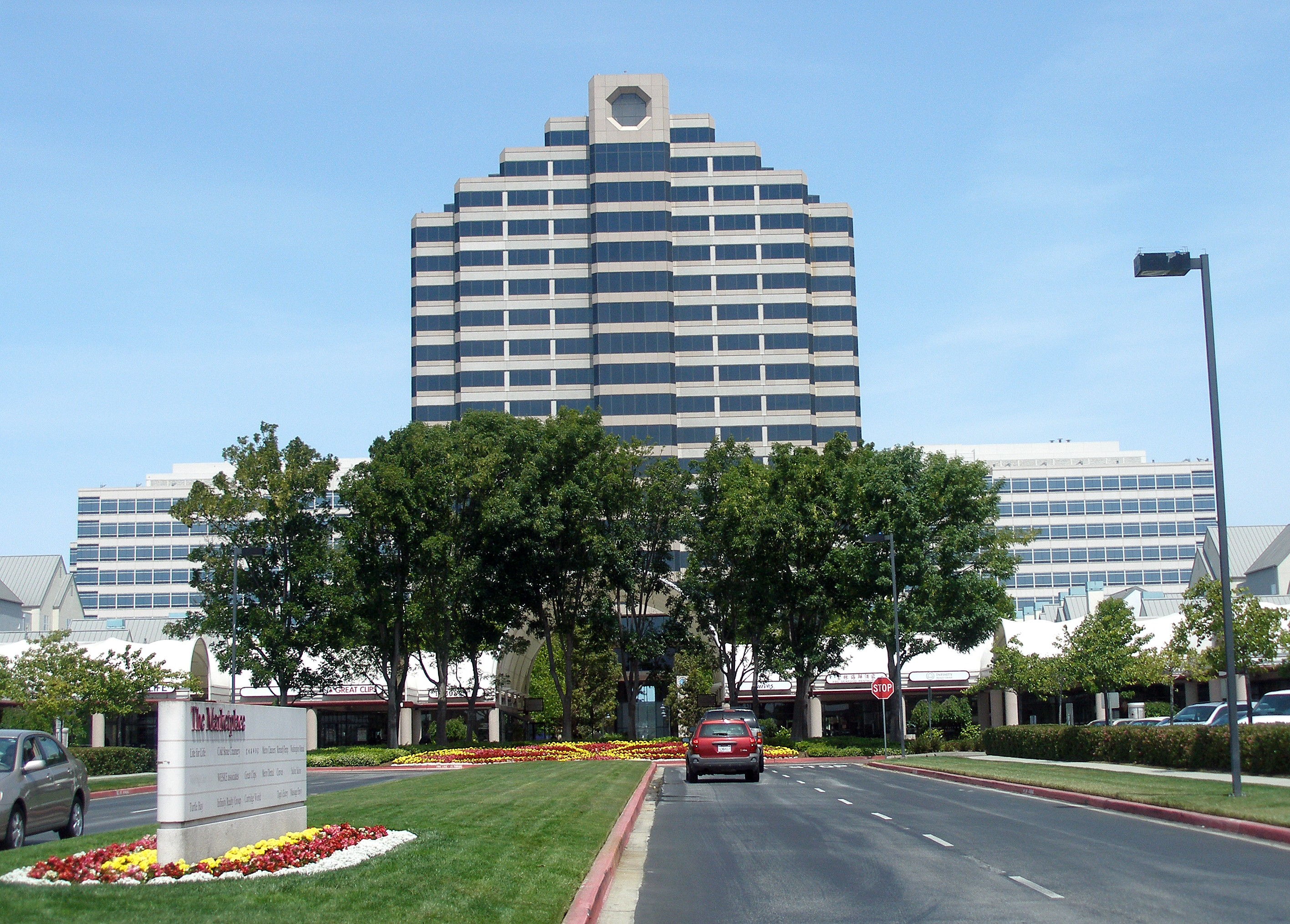
メトロセンター、フォスターシティで最大の小売・オフィス総合ビル

フォスターシティは比較的最近の計画都市で、なおかつ湾岸を埋め立てて人工ラグーンを造成し、広大な公園を配置するなどしたことから、オラクルなどサンマテオ郡南部からシリコンバレー北部にかけて所在するIT企業の従業員や日系企業の駐在員が在住するベイエリアの富裕層住宅地となっている。
また、産業面でもタミフルを開発したギリアド・サイエンシズやZoox、Sledgehammer Gamesなどが所在している。
2020年アメリカ合衆国国勢調査によれば、市の人口の54パーセントはアジア系アメリカ人だった。

## 交通
カリフォルニア州道92号線が市内北部を横断していて、その東側はサンマテオブリッジとなり、サンフランシスコ湾を越えてイーストベイのヘイワードに接続する。
また、隣接するサンマテオ市からカルトレインを利用することができる。

## 公園など
- フォスターシティマリーナ
- Leo J. Ryan Memorial Park
  - もともとCentral Parkという名称であったが、人民寺院事件視察の際にガイアナで射殺されたレオ・ライアン議員を記念して改装された際に名称も変更された。